# Paasbloem
Een paasbloem is de volksnaam voor een bloem die rond de Pasen bloeit.
Hier kan mee worden bedoeld het madeliefje, of de (gele) narcis, dotterbloem, sleutelbloem, maarts viooltje, wildemanskruid en vogelmelk, of anderen, meestal afhankelijk van de provincie of regio.
Paasbloem of paasblom was soms ook de aanduiding voor het fleurige jurkje dat meisjes met de Pasen aankregen. De drager van het jurkje werden ook paasbloem genoemd.